# Saanebezirk
Der Saanebezirk, französisch District de la Sarine (Freiburger Patois le dichtri de la Charnàⓘ) ist einer der sieben Bezirke des Kantons Freiburg in der Schweiz. Der Bezirk zählt 111'151 Einwohner (Ende 2023), davon eine bedeutende historische deutschsprachige Minderheit, die heute 14,5 Prozent der Bevölkerung ausmacht.

## Gemeinden
Zum Saanebezirk gehören 25 Gemeinden:

Stand: 1. Januar 2025
| Wappen     | Name der Gemeinde   | Einwohner (31. Dezember 2023) | Fläche in km² | Einwohner pro km² |
| ---------- | ------------------- | ----------------------------- | ------------- | ----------------- |
|            | Autigny             | 804                           | 6,22          | 129               |
|            | Avry                | 1926                          | 5,83          | 330               |
|            | Belfaux             | 3470                          | 8,88          | 391               |
|            | Bois-d’Amont        | 2381                          | 12,28         | 194               |
|            | Chénens             | 847                           | 3,94          | 215               |
|            | Corminboeuf         | 2928                          | 7,23          | 405               |
|            | Cottens (FR)        | 1508                          | 4,97          | 303               |
|            | Ferpicloz           | 251                           | 1,02          | 246               |
|            | Fribourg            | 38'660                        | 9,29          | 4161              |
|            | Gibloux             | 8134                          | 36,06         | 226               |
|            | Givisiez            | 3309                          | 3,46          | 956               |
|            | Granges-Paccot      | 3936                          | 3,99          | 986               |
|            | Grolley-Ponthaux    | 2926                          | 11,25         | 260               |
|            | Hauterive (FR)      | 2687                          | 11,97         | 224               |
|            | La Brillaz          | 2201                          | 10,30         | 214               |
|            | La Sonnaz           | 1406                          | 6,96          | 202               |
|            | Le Mouret           | 3323                          | 18,56         | 179               |
|            | Marly               | 9069                          | 7,72          | 1175              |
|            | Matran              | 1774                          | 2,91          | 610               |
|            | Neyruz              | 2875                          | 5,53          | 520               |
|            | Pierrafortscha      | 150                           | 5,06          | 30                |
|            | Prez                | 2472                          | 16,05         | 154               |
|            | Treyvaux            | 1596                          | 11,40         | 140               |
|            | Villars-sur-Glâne   | 12'444                        | 5,48          | 2271              |
|            | Villarsel-sur-Marly | 74                            | 1,39          | 53                |
| Total (25) | Total (25)          | 111'151                       | 217,75        | 510               |

## Veränderungen im Gemeindebestand

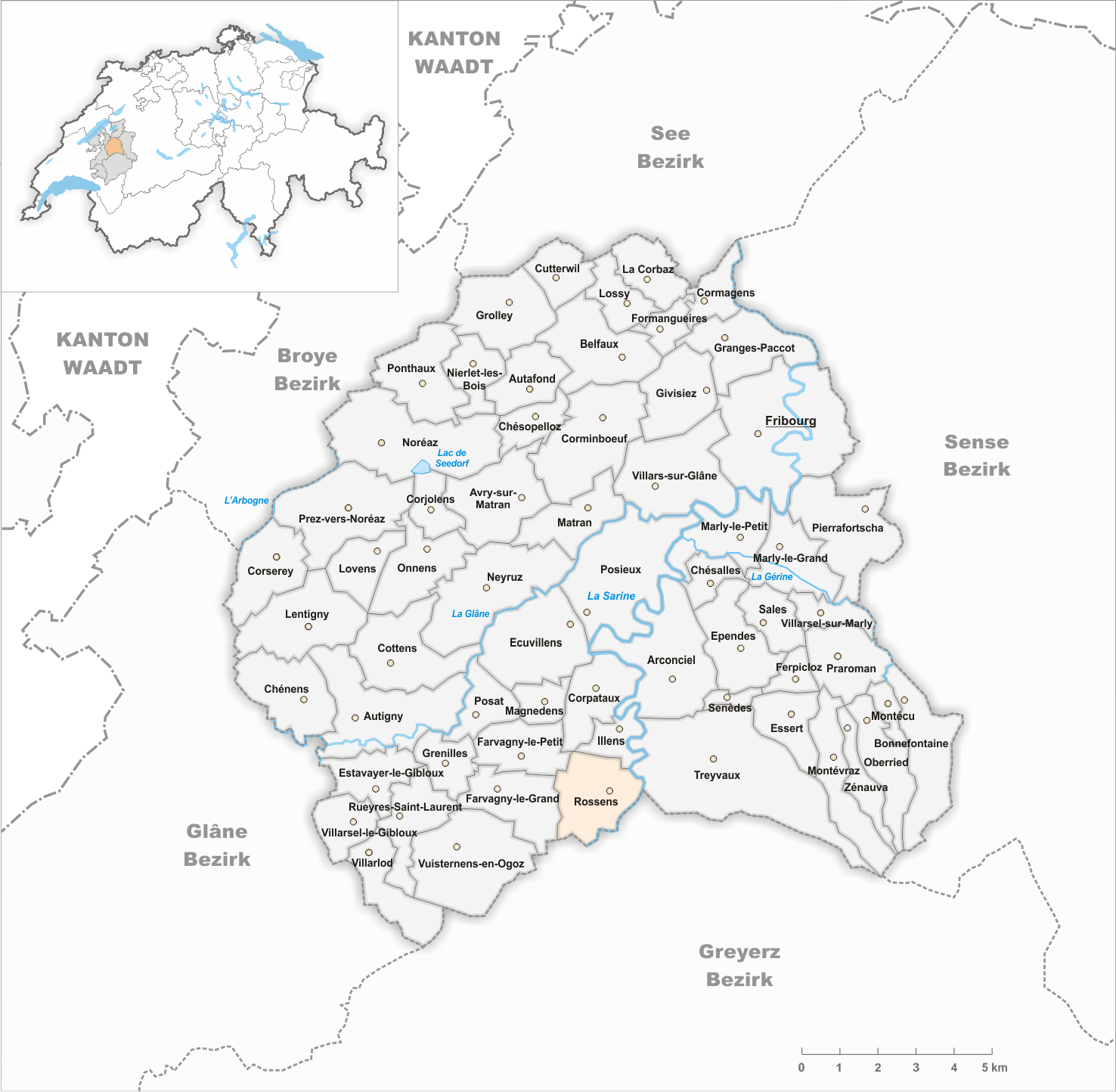
Gemeinden bis 1948
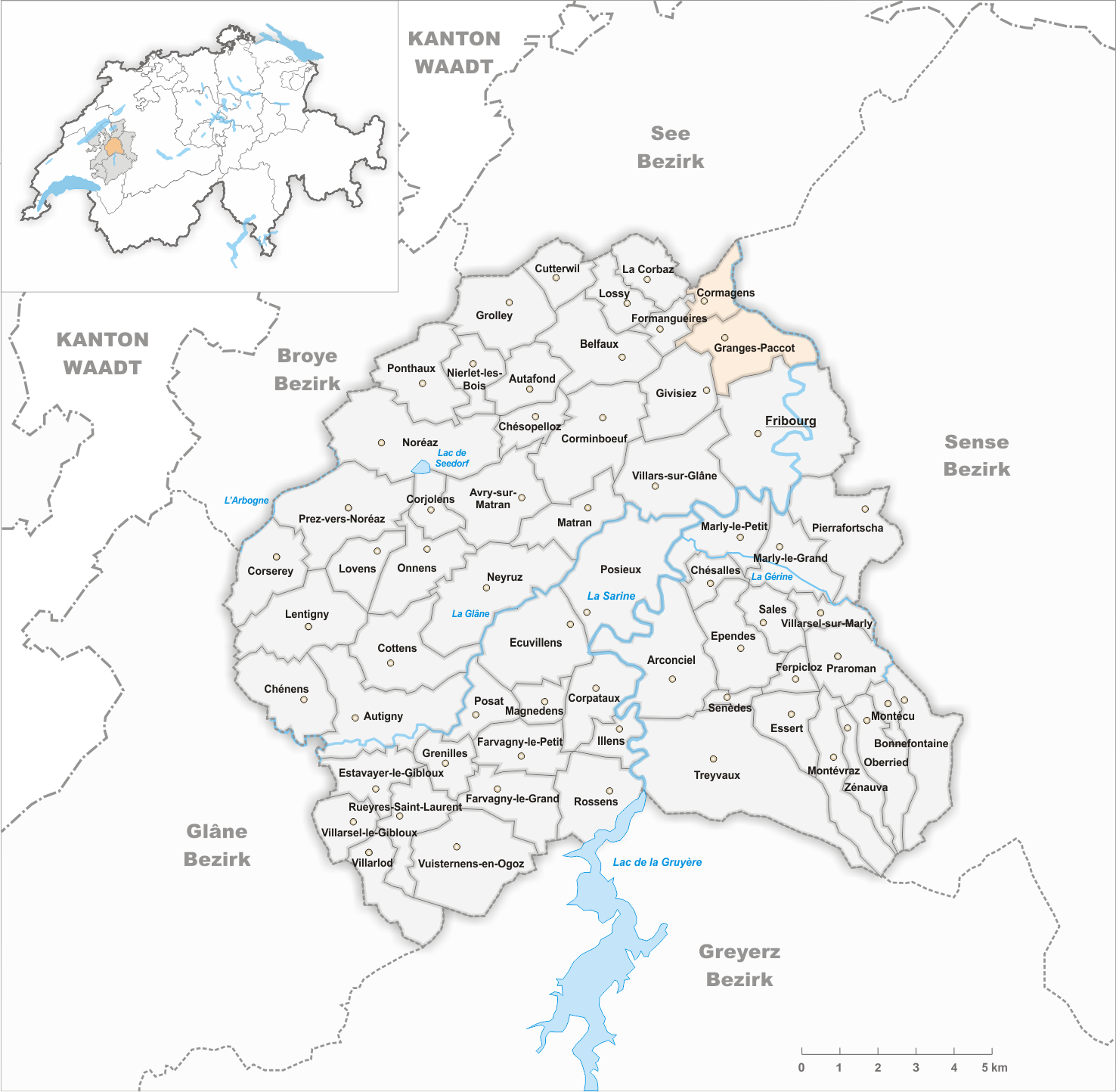
Gemeinden bis 1963
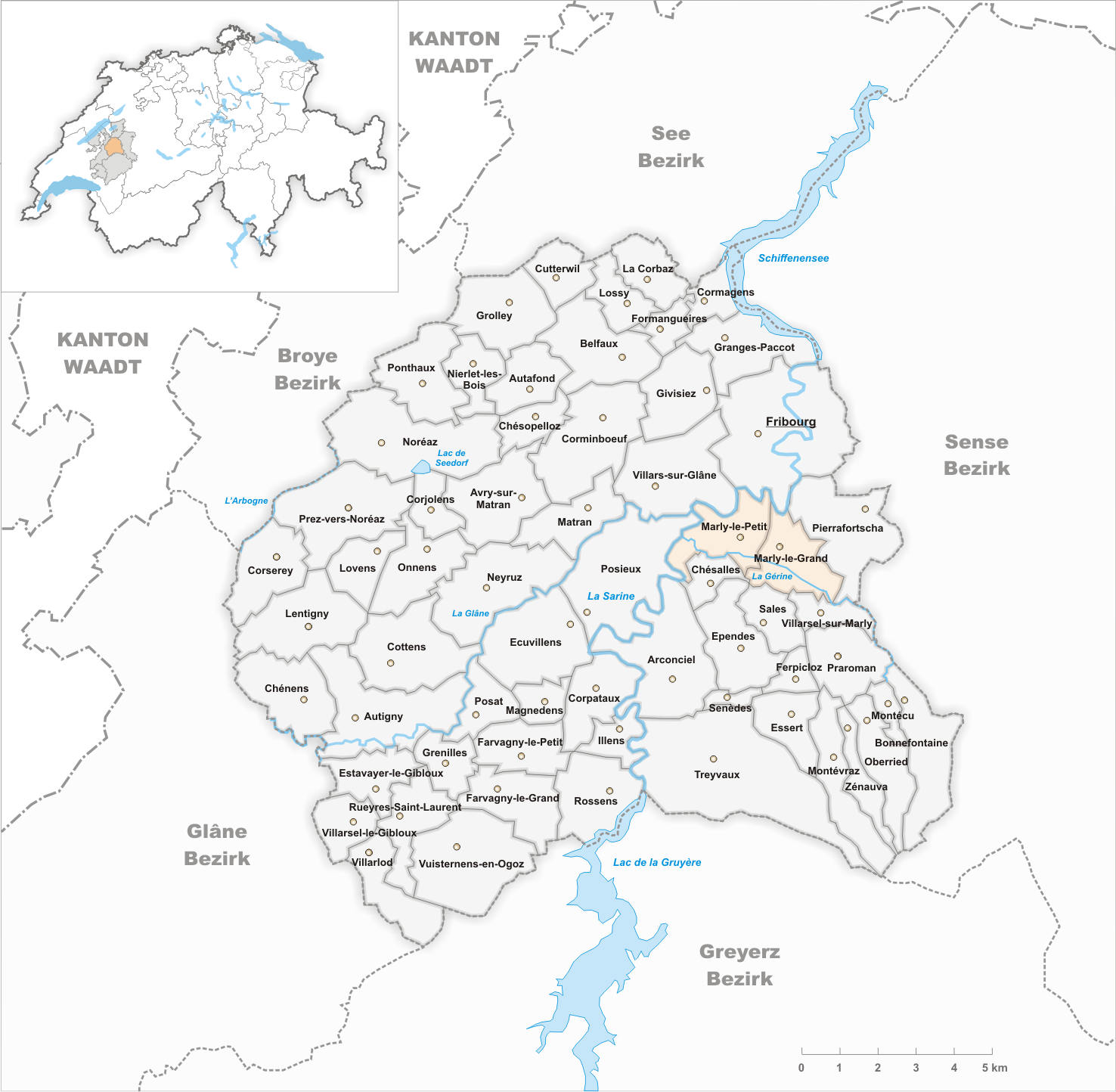
Gemeinden bis 1969
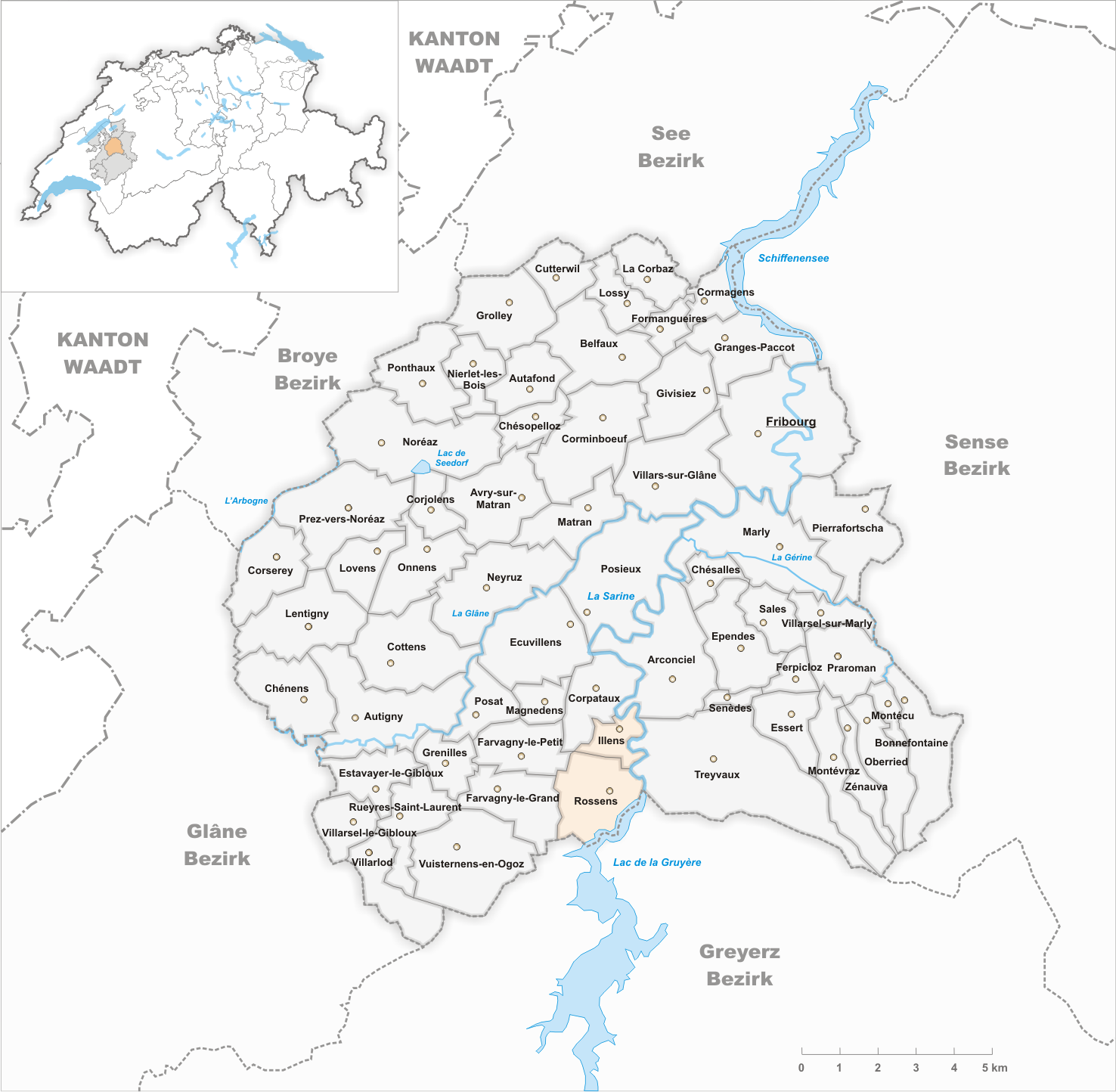
Gemeinden bis 1971
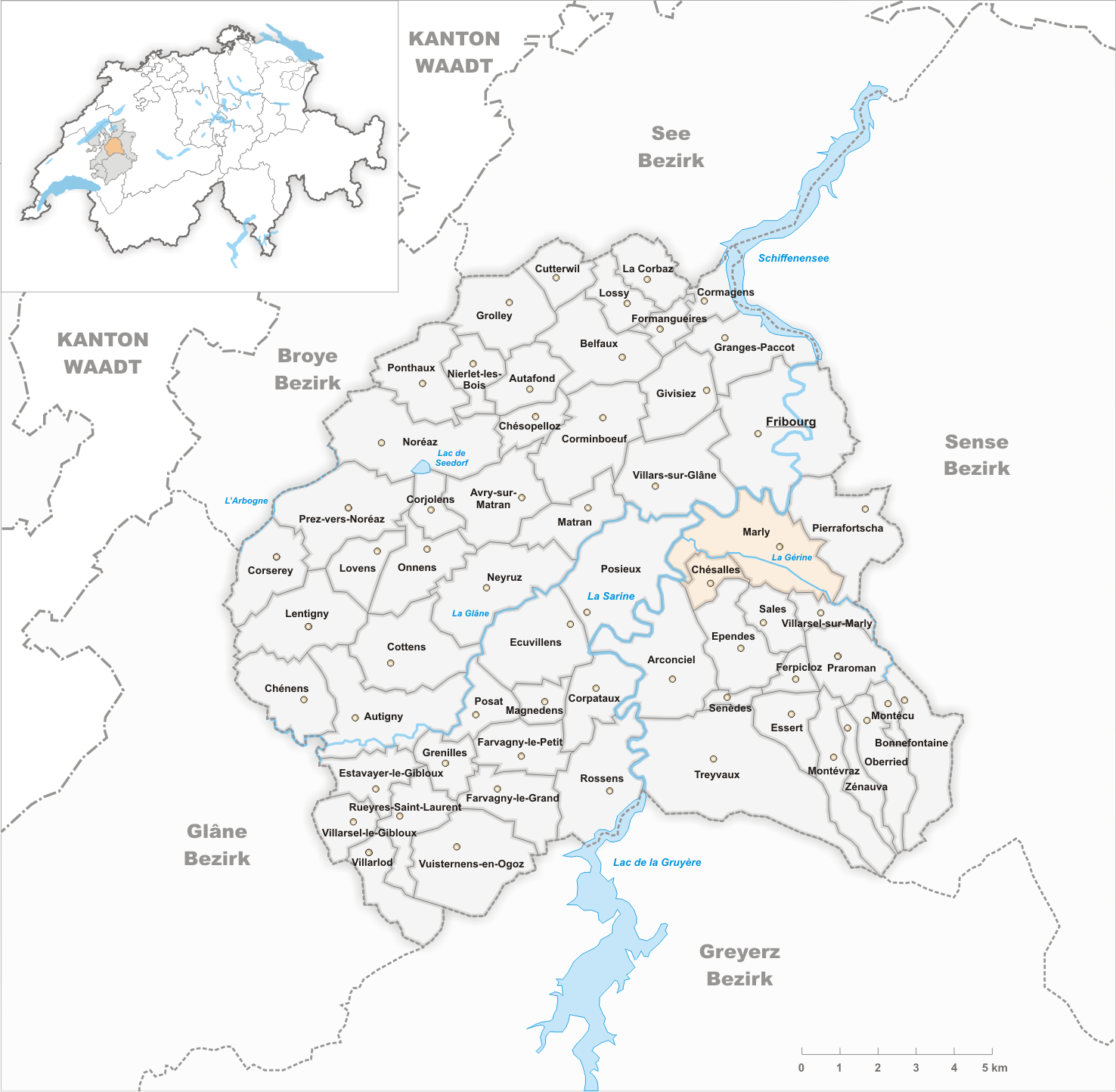
Gemeinden bis 1975
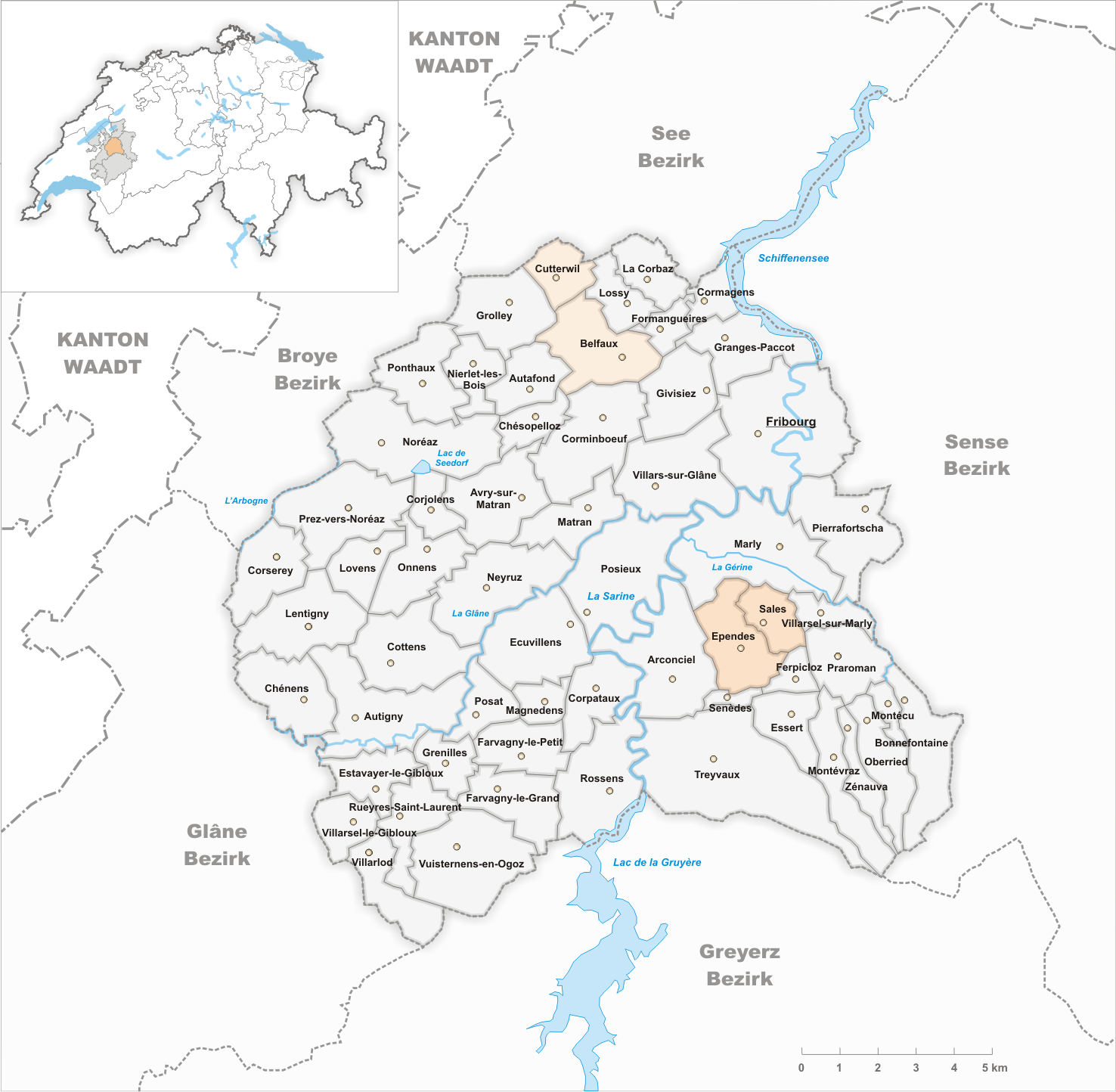
Gemeinden bis 1976
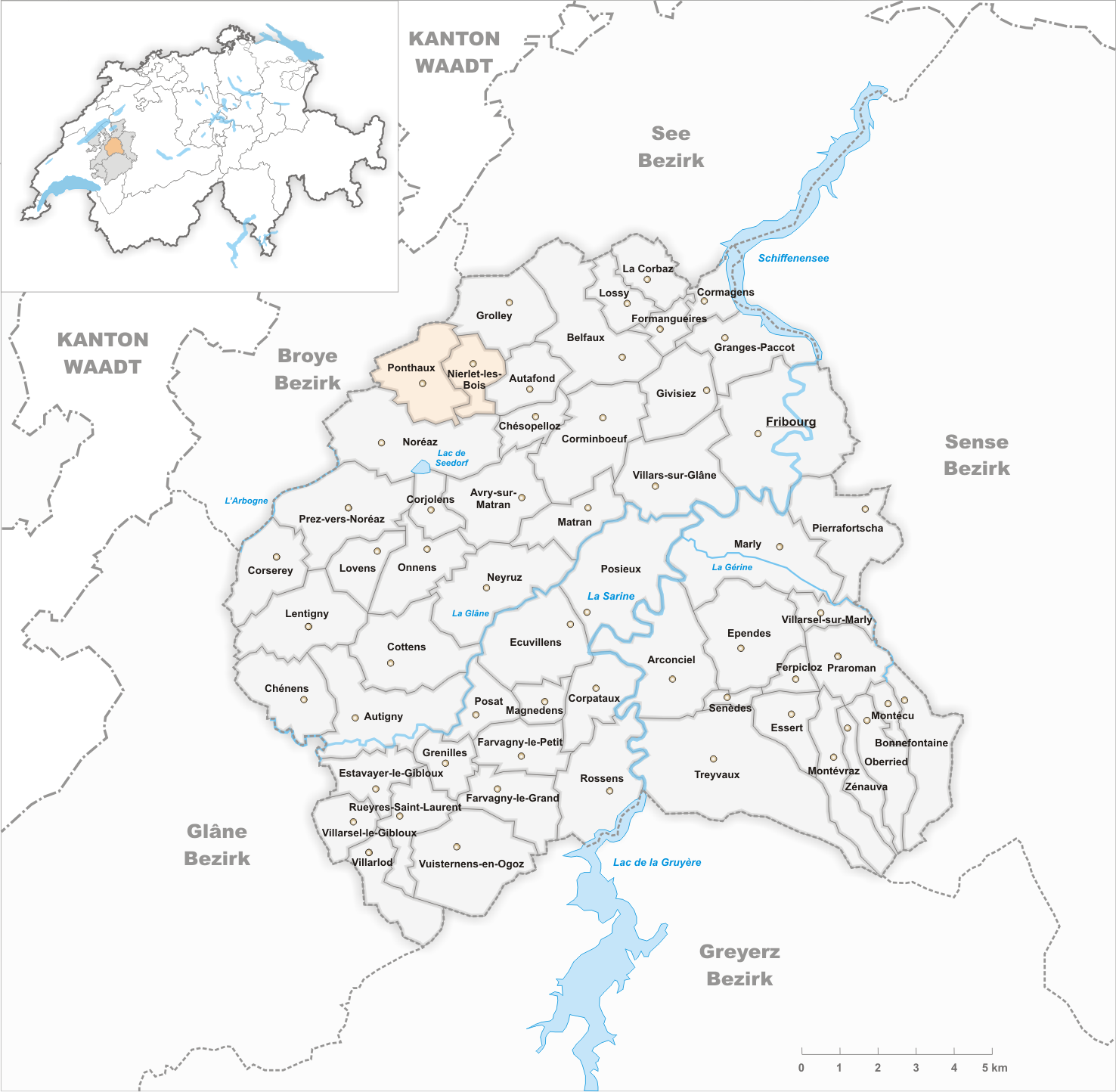
Gemeinden bis 1980
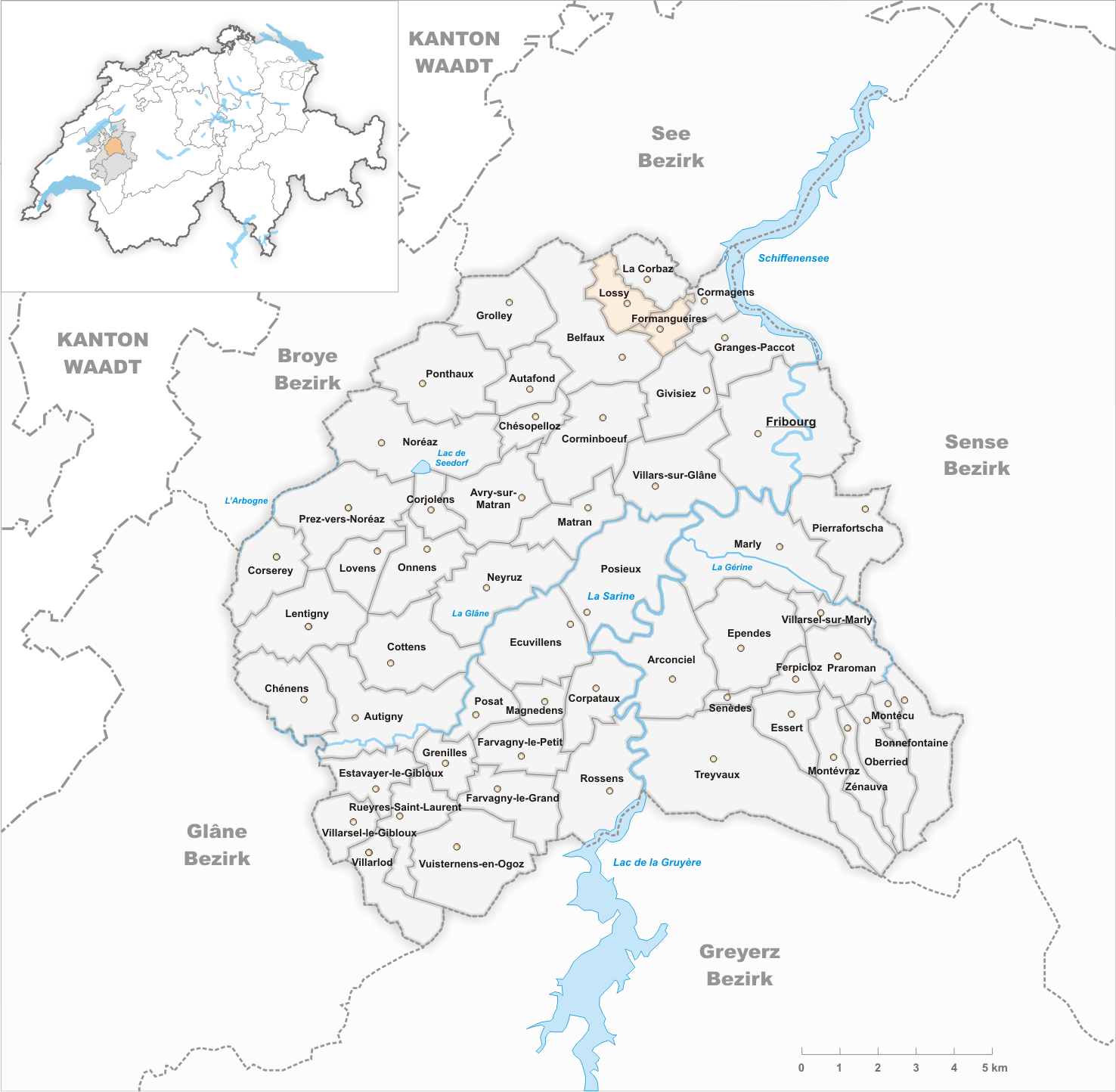
Gemeinden bis 1981
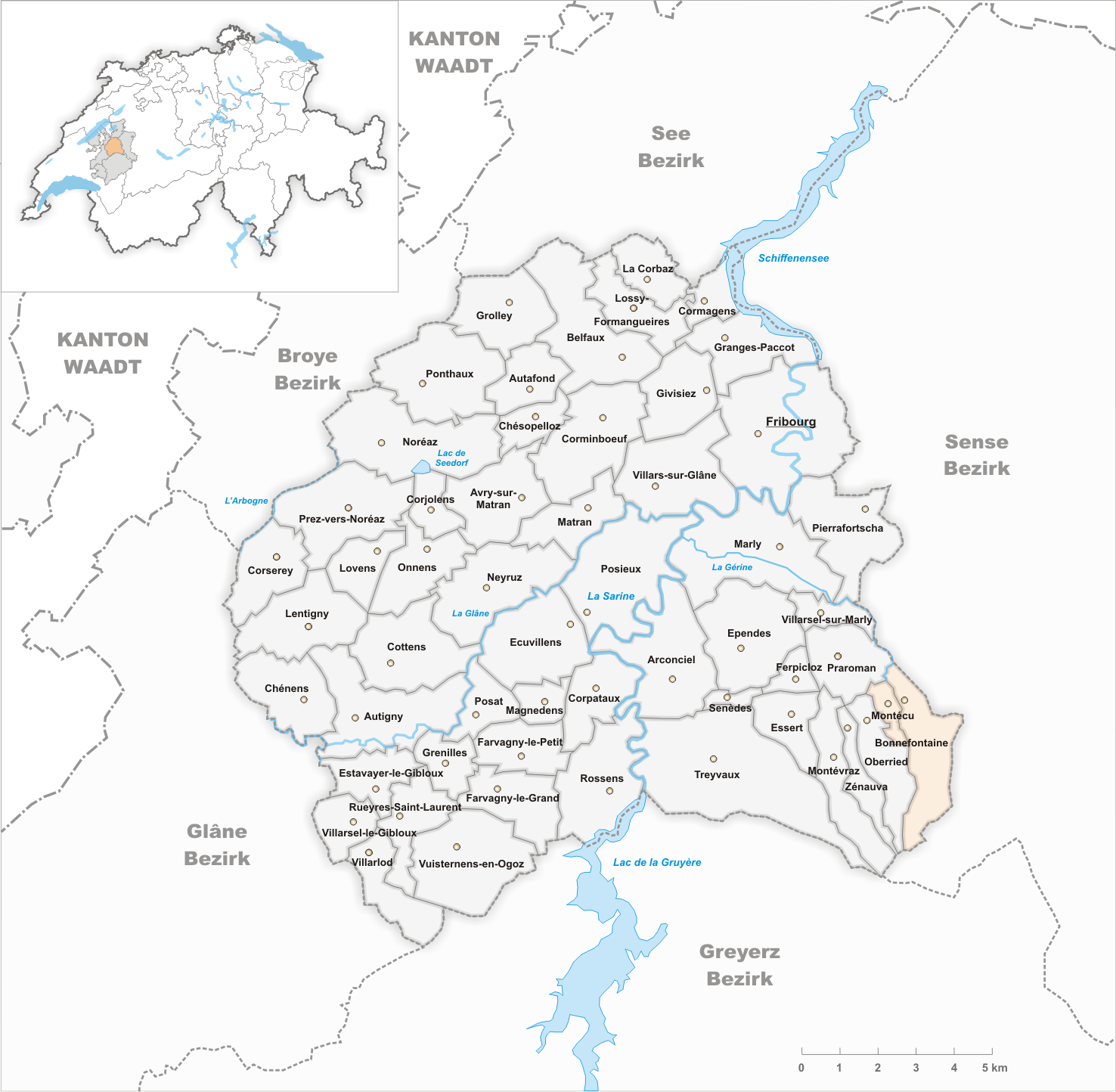
Gemeinden bis 1988
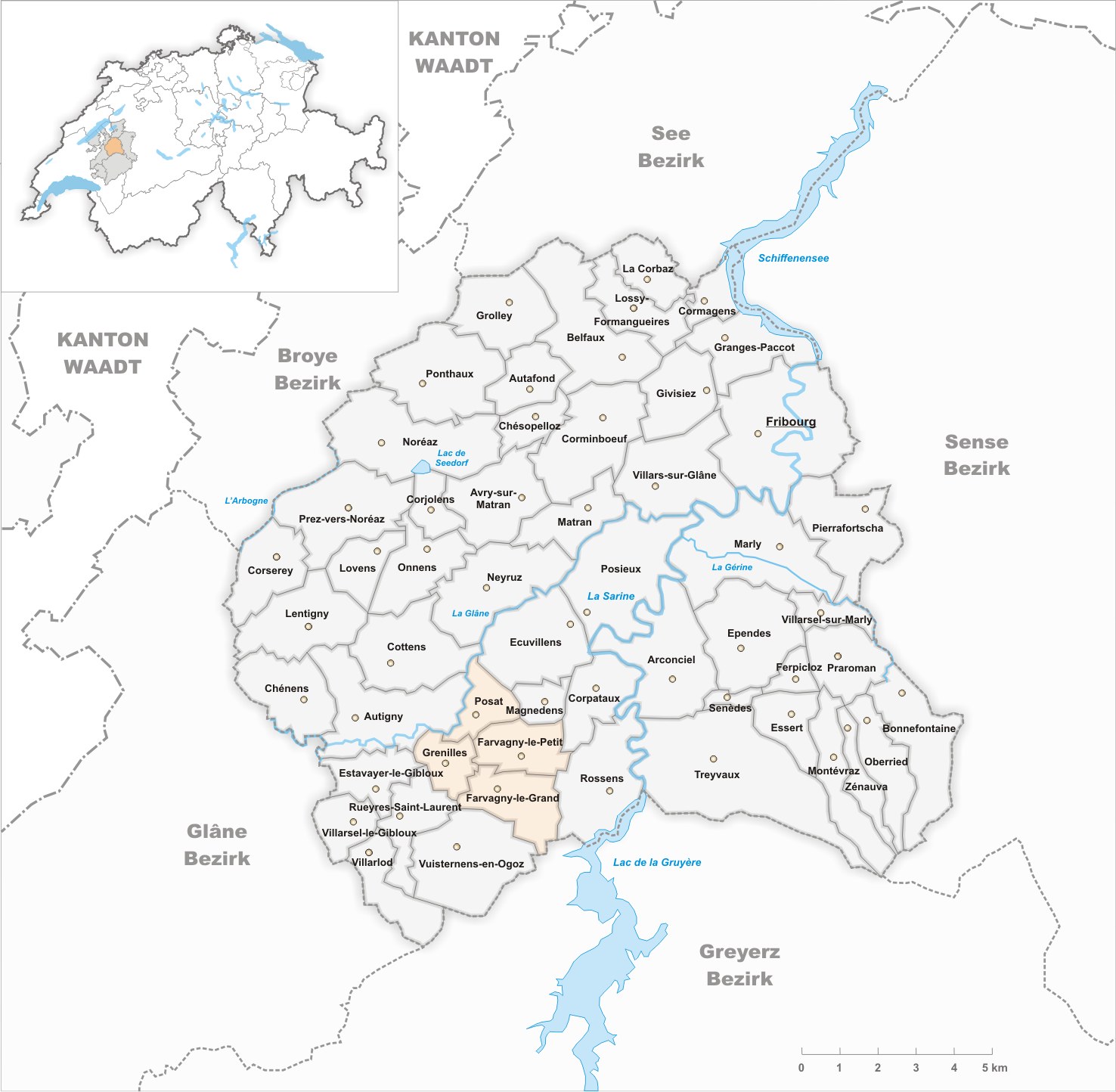
Gemeinden bis 1995
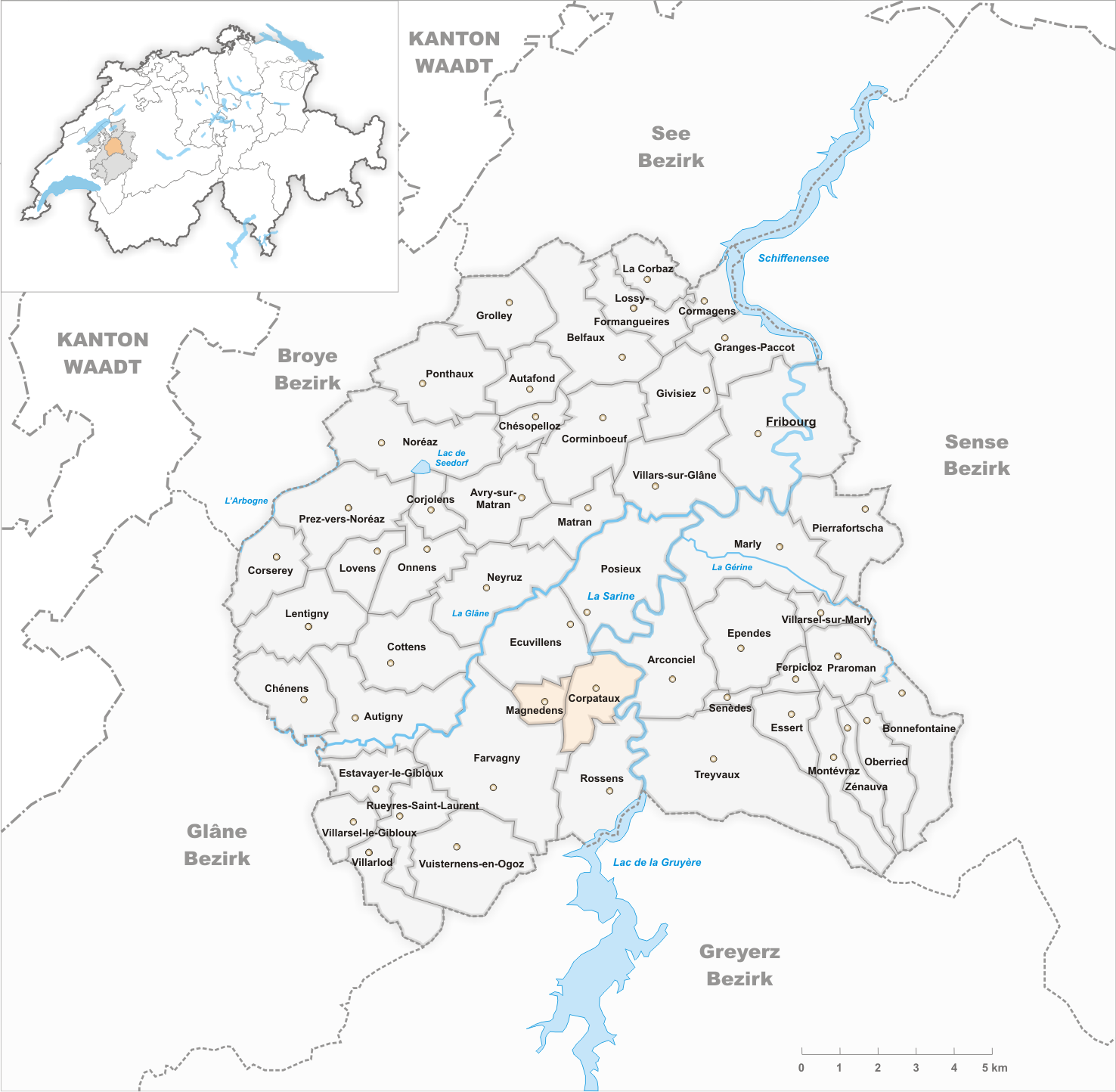
Gemeinden bis 1998
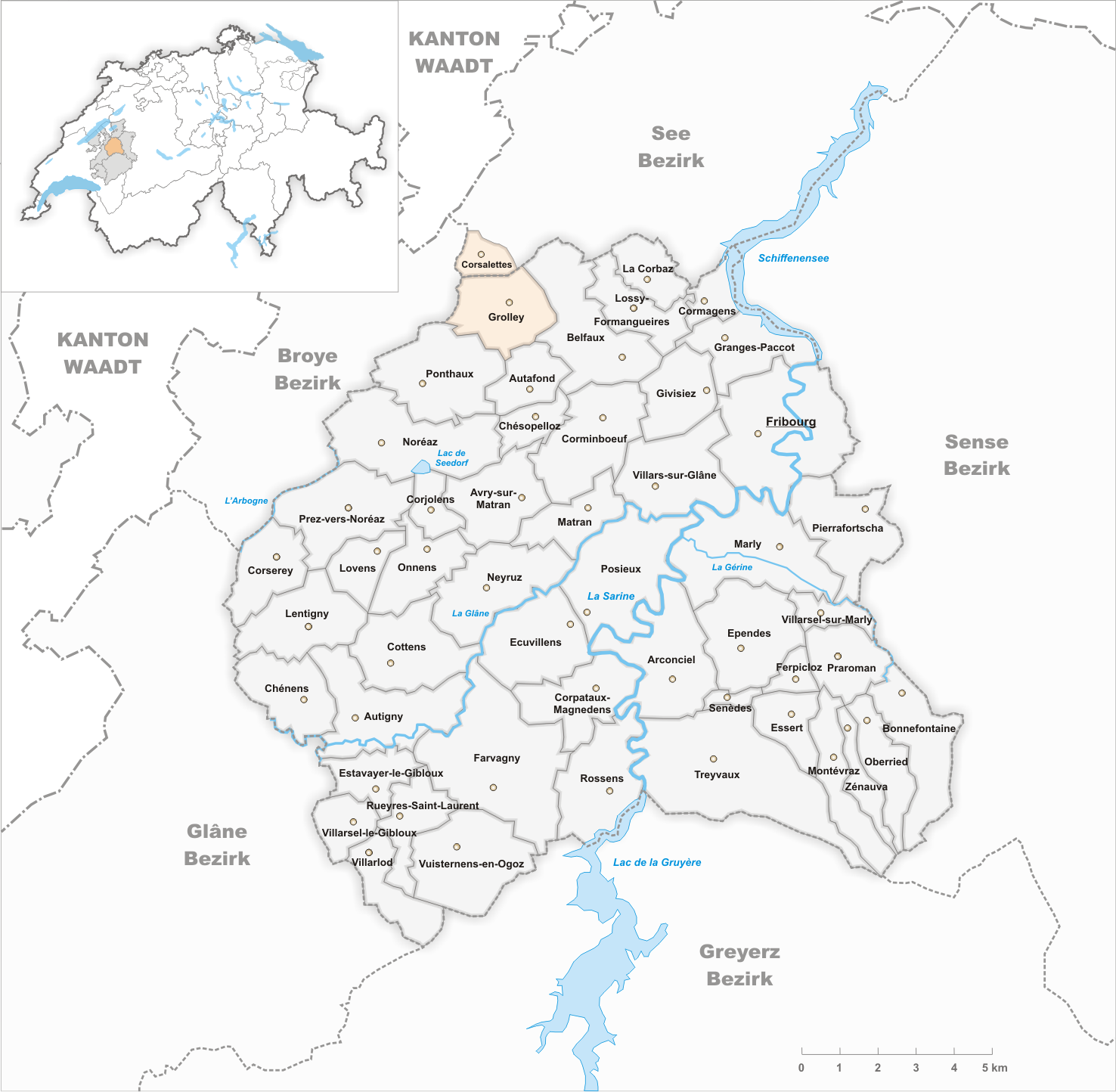
Gemeinden bis 1999
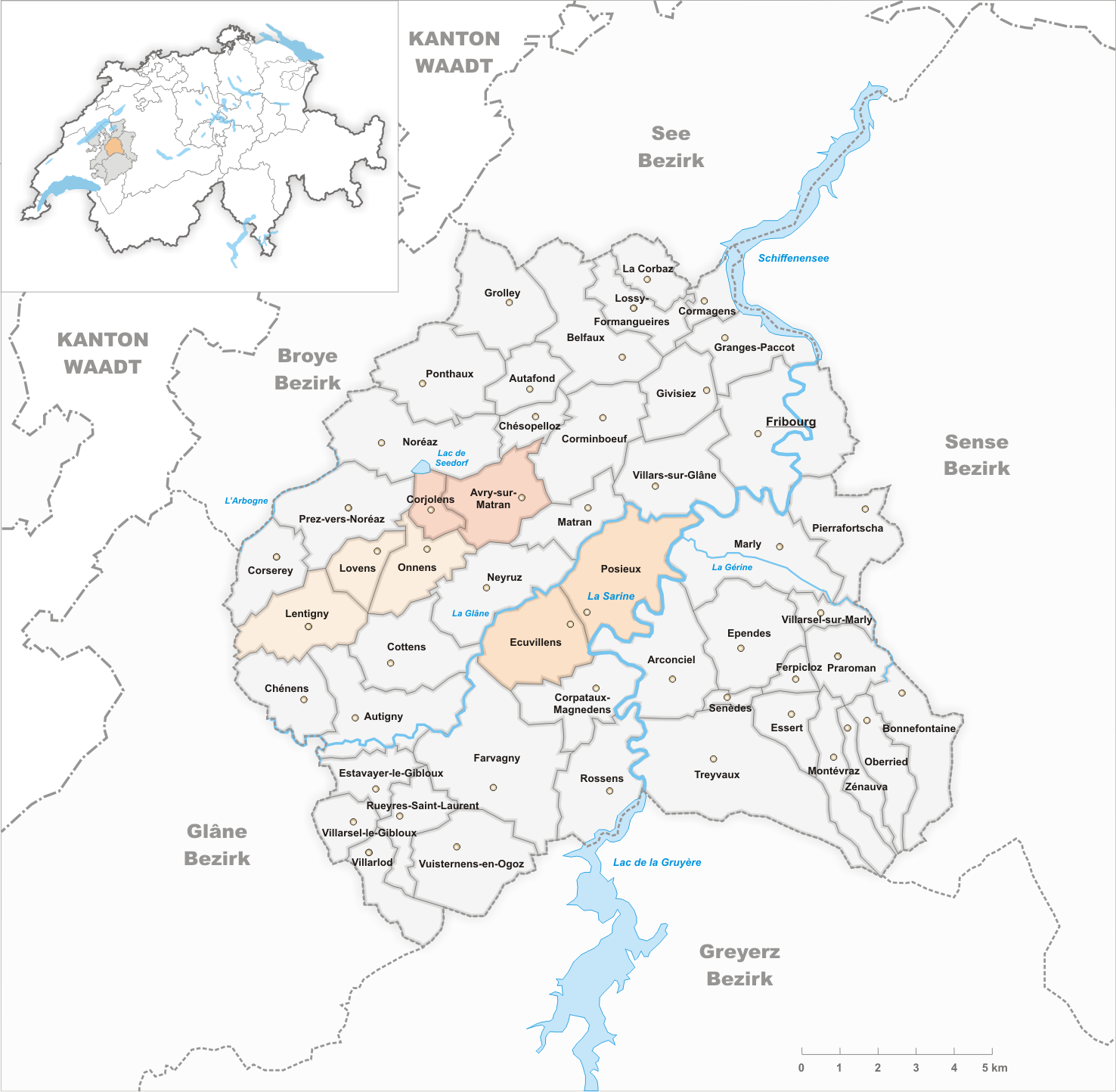
Gemeinden bis 2000
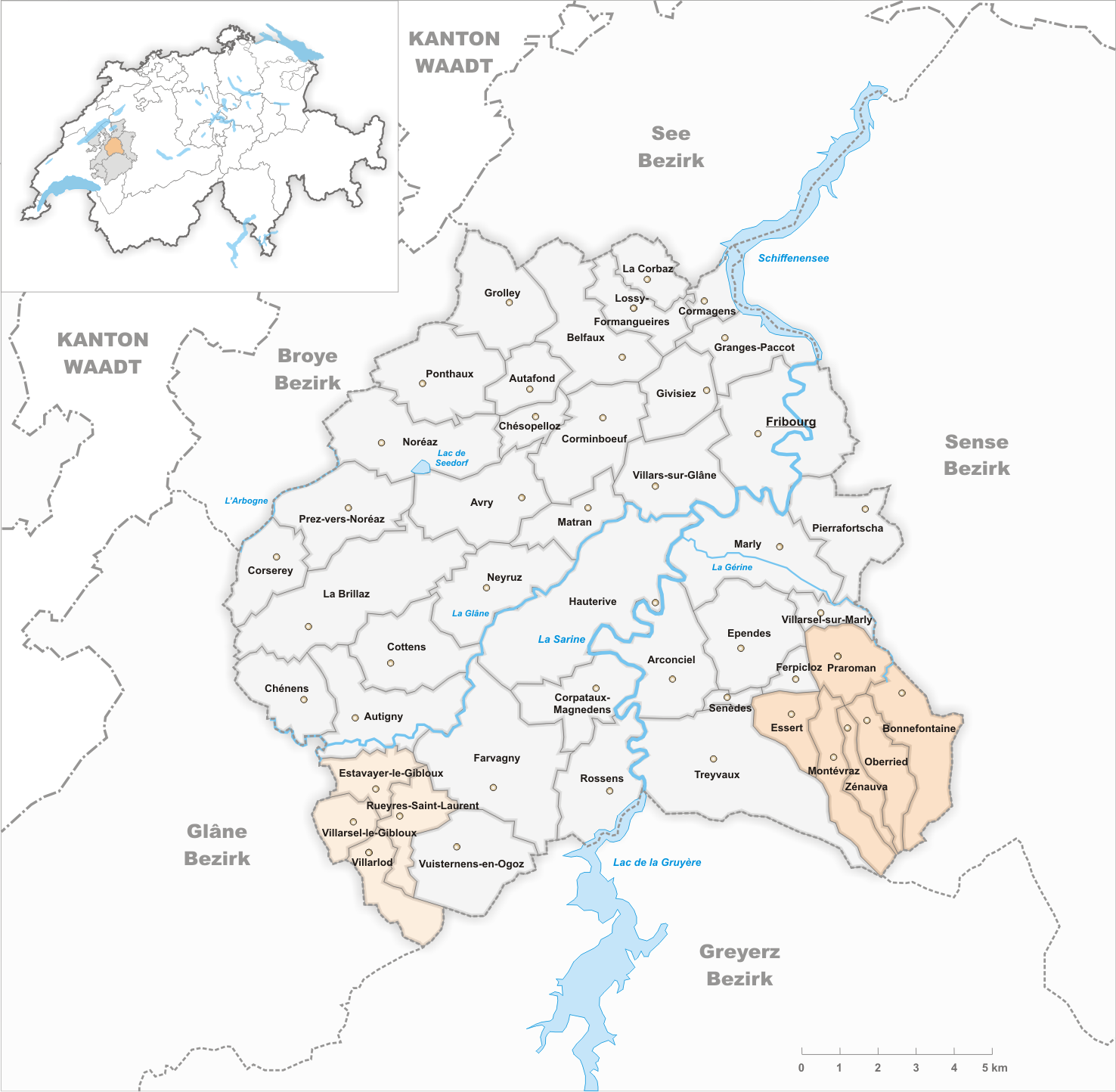
Gemeinden bis 2002
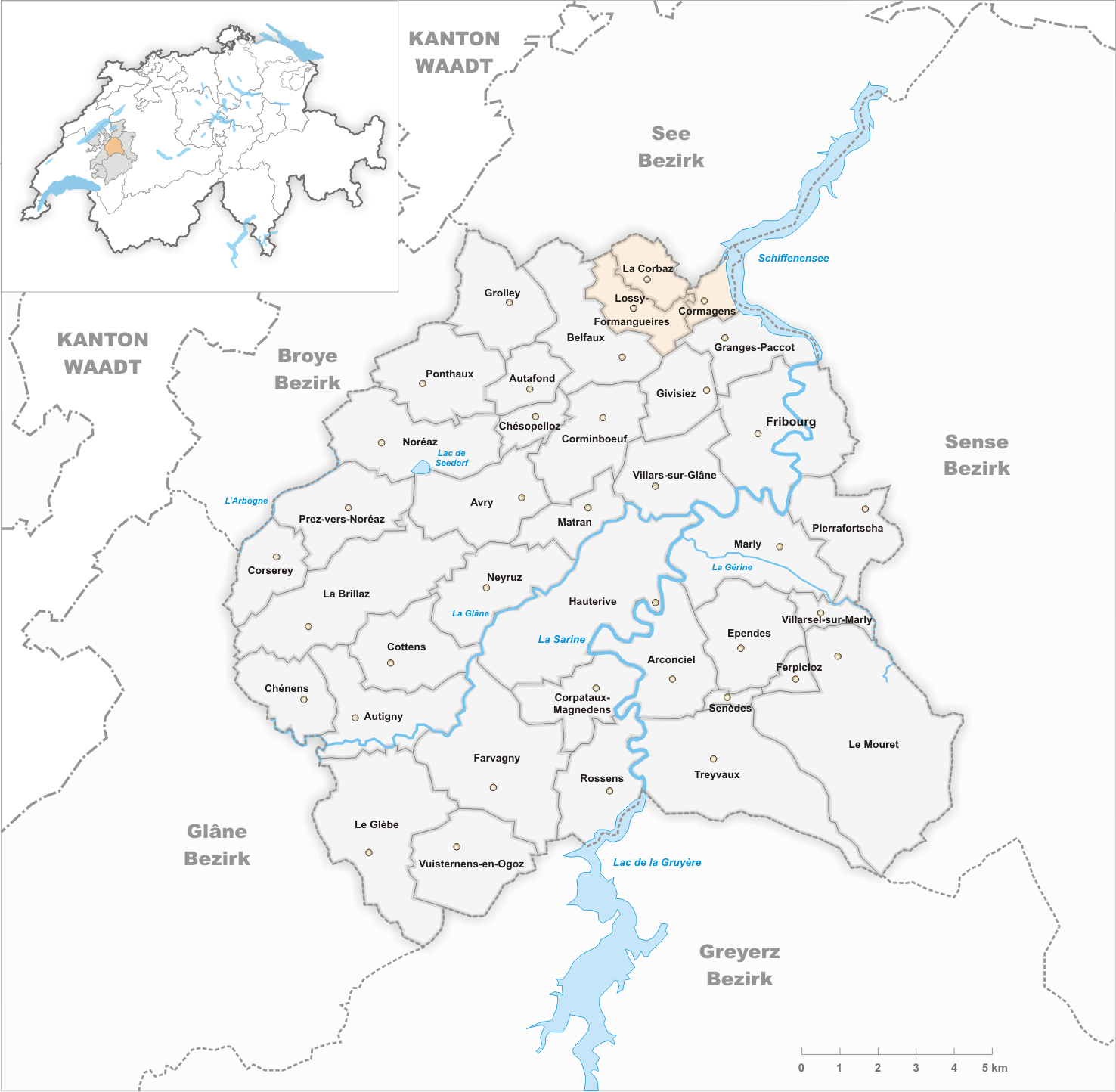
Gemeinden bis 2003
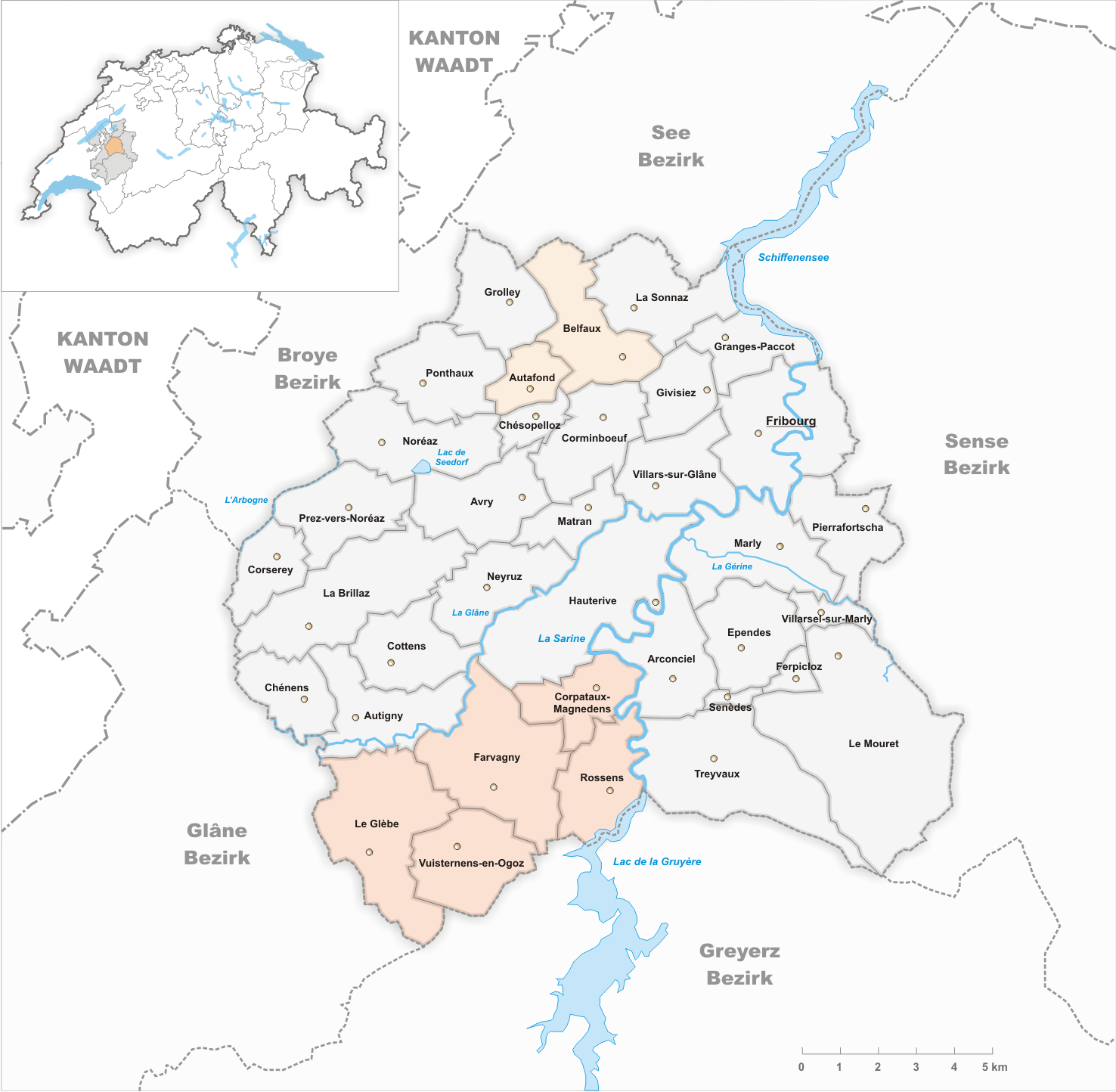
Gemeinden bis 2015
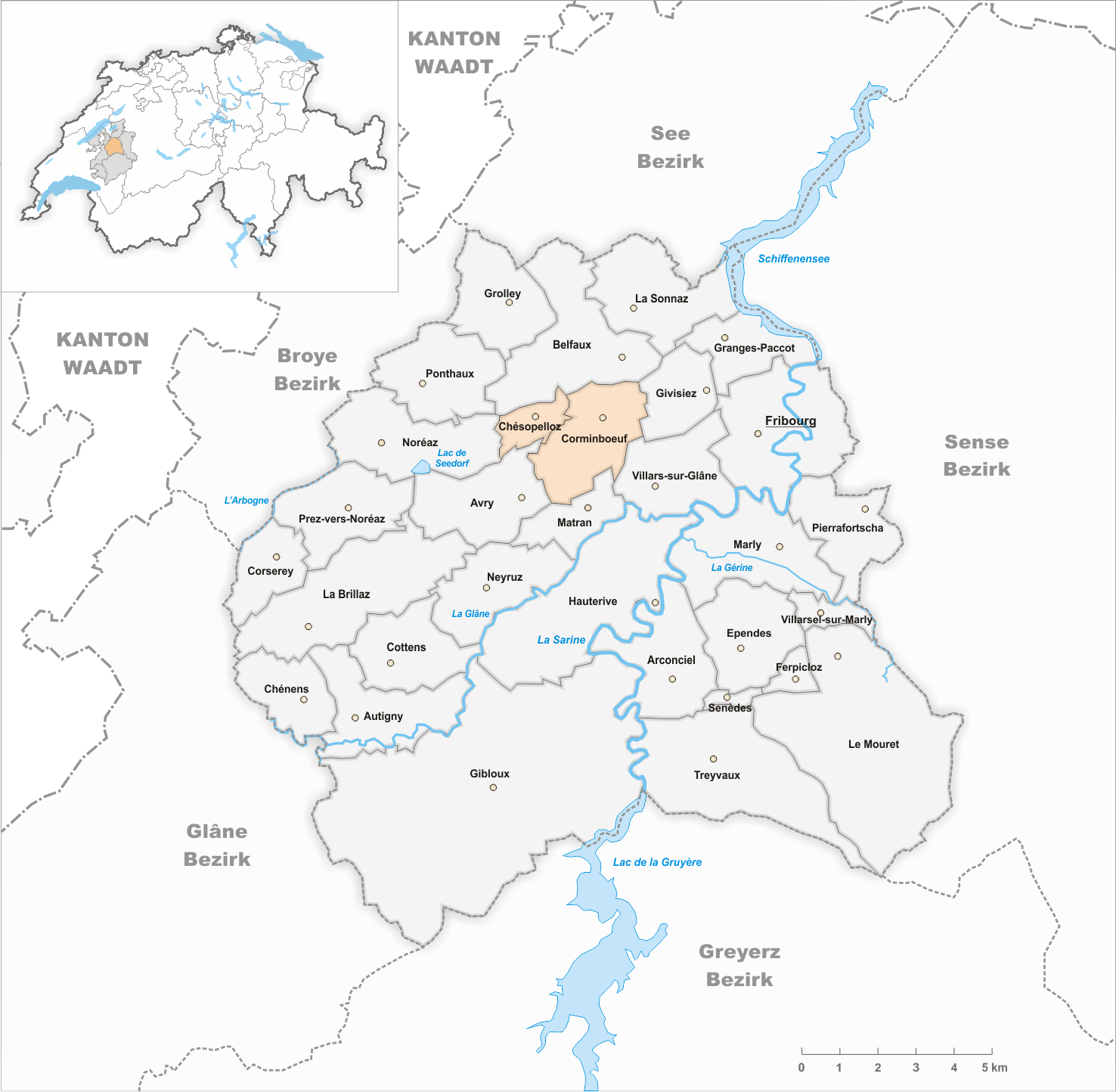
Gemeinden bis 2016
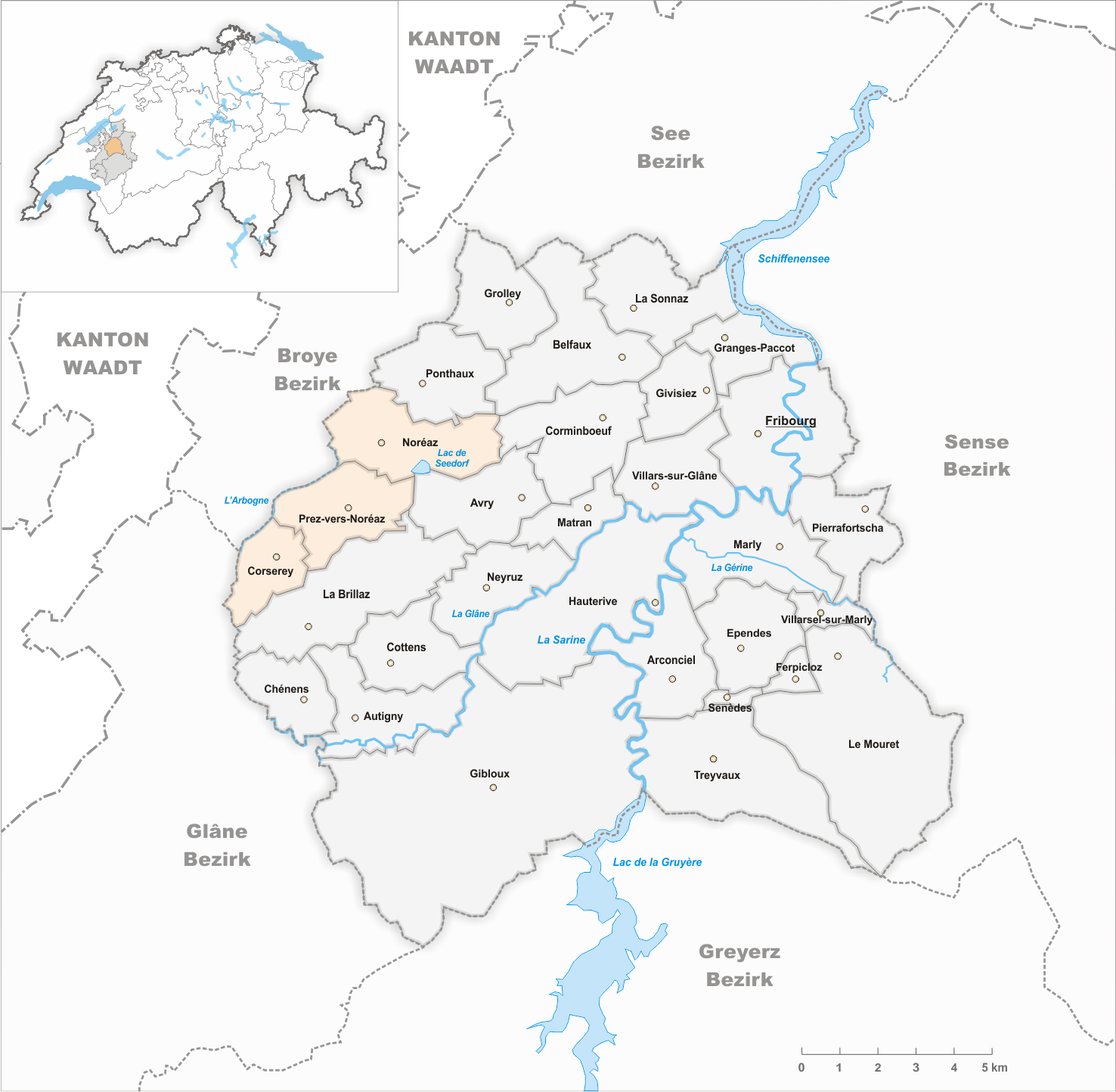
Gemeinden bis 2019
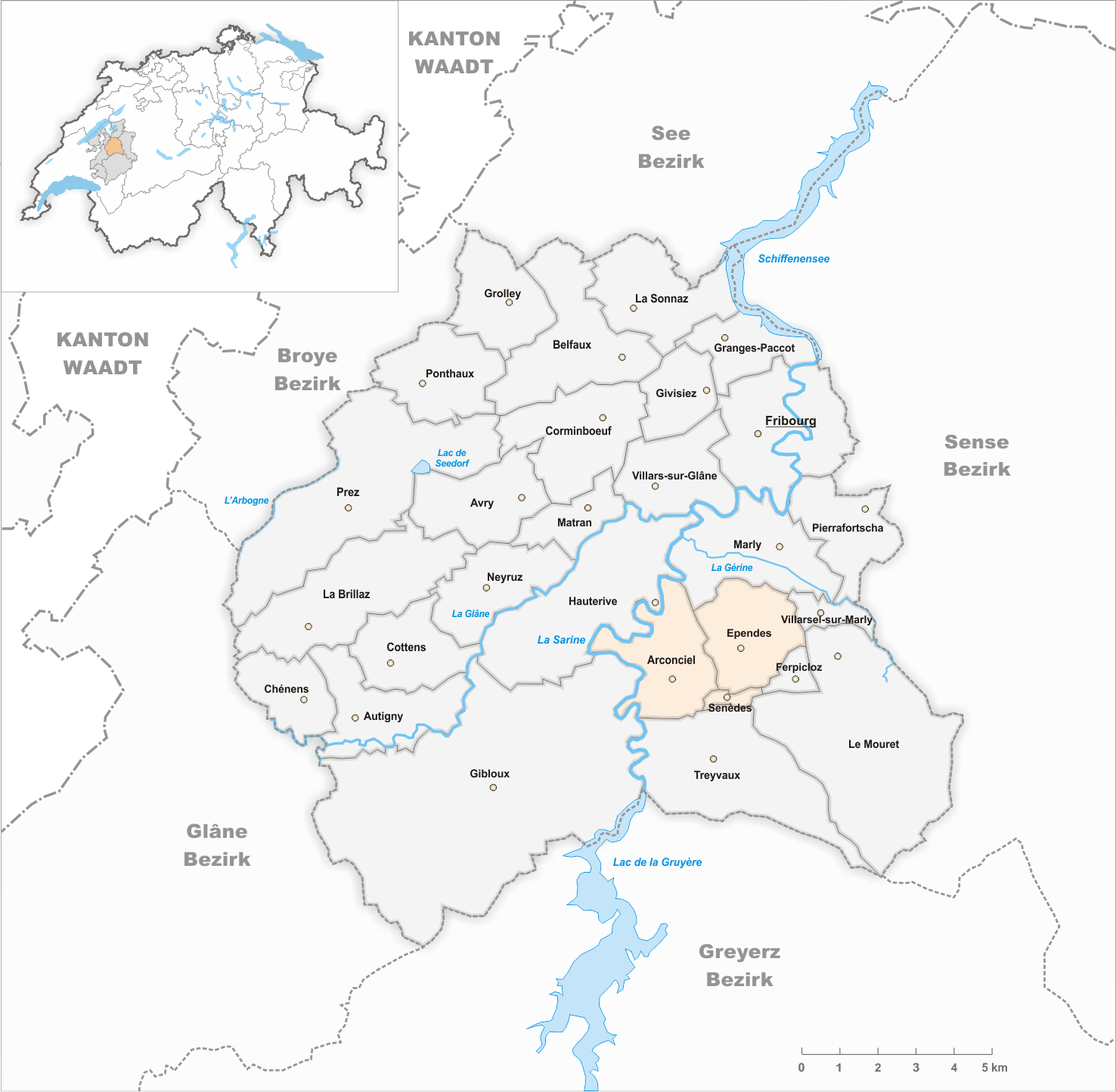
Gemeinden bis 2020
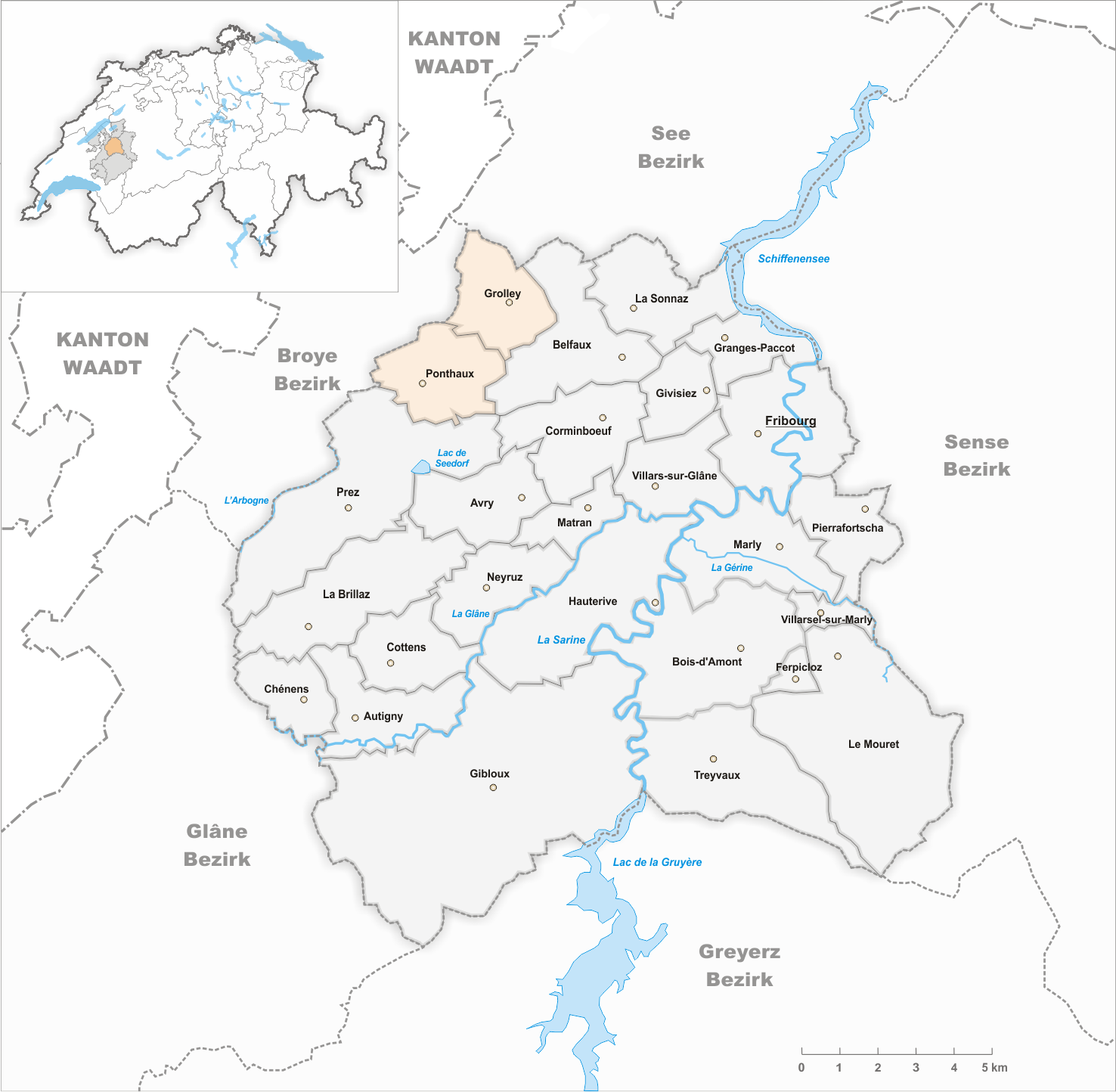
Gemeinden bis 2024

- 1949: Grenzbereinigung wegen Entstehung Greyerzersee: Rossens

- 1964: Grenzbereinigung wegen Entstehung Schiffenensee: Cormagens und Granges-Paccot

- 1970: Fusion Marly-le-Grand und Marly-le-Petit  →  Marly

- 1972: Fusion Illens und Rossens  →  Rossens

- 1976: Fusion Chésalles und Marly  →  Marly

- 1977: Fusion Belfaux und Cutterwil  →  Belfaux
- 1977: Fusion Ependes und Sales  →  Ependes

- 1981: Fusion Nierlet-les-Bois und Ponthaux  →  Ponthaux

- 1982: Fusion Formangueires und Lossy  →  Lossy-Formangueires

- 1989: Fusion Bonnefontaine und Montécu  →  Bonnefontaine

- 1996: Fusion Farvagny-le-Grand, Farvagny-le-Petit, Grenilles und Posat  →  Farvagny

- 1999: Fusion Corpataux und Magnedens  →  Corpataux-Magnedens

- 2000: Fusion Corsalettes und Grolley  →  Grolley

- 2001: Fusion Avry-sur-Matran und Corjolens →  Avry
- 2001: Fusion Lentigny, Lovens und Onnens → La Brillaz
- 2001: Fusion Ecuvillens und Posieux → Hauterive

- 2003: Fusion Estavayer-le-Gibloux, Rueyres-Saint-Laurent, Villarlod und Villarsel-le-Gibloux → Le Glèbe
- 2003: Fusion Bonnefontaine, Essert, Montévraz, Oberried, Praroman und Zénauva → Le Mouret

- 2004: Fusion La Corbaz, Cormagens und Lossy-Formangueires →  La Sonnaz

- 2016: Fusion Autafond und Belfaux →  Belfaux
- 2016: Fusion Corpataux-Magnedens, Farvagny, Le Glèbe, Rossens und Vuisternens-en-Ogoz → Gibloux

- 2017: Fusion Chésopelloz und Corminboeuf → Corminboeuf

- 2020: Fusion Corserey, Noréaz und Prez-vers-Noréaz → Prez

- 2021: Fusion Arconciel, Ependes und Senèdes → Bois-d’Amont

- 2025: Fusion Grolley und Ponthaux →  Grolley-Ponthaux